# HK XM25
Der XM25 ist ein halbautomatischer Granatwerfer mit der Fähigkeit, programmierbare Munition zu verschießen. Er wurde von Heckler & Koch in Zusammenarbeit mit Alliant Techsystems (seit 2015 Orbital ATK)  für das US-Heer im Rahmen des Small Arms Master Plans entwickelt, nachdem das Objective Individual Combat Weapon Programm aus Gewichtsgründen in zwei Teile (HK XM8 und HK XM25) aufgeteilt wurde. Die Waffe sollte ursprünglich ab 2014 bei der Truppe eingeführt werden. Prototypen wurden bereits zum Jahreswechsel 2010/2011 in Afghanistan eingesetzt. Das Programm wurde 2018 beendet.

## Technik

### Waffe
Die Besonderheit des Systems ist die Fähigkeit, hochexplosive Granaten in der Luft in programmierter Entfernung explodieren zu lassen, um damit verdeckte Gegner bekämpfen zu können. Wenn die Granate in der Luft explodieren soll, zählt die Elektronik die Rotationen, welche die Granate zum Erhalt ihrer Kreiselstabilisierung vollführt. Hierzu dient ein Sensor, der die relative Rotation des Erdmagnetfelds erfasst. Die Granate wird nach der Anzahl an Drehungen gezündet, die vor dem Abschuss durch den Ballistikcomputer in die Granate programmiert wurde. Der Sprengpunkt kann so sehr genau festgelegt werden, da die Dralllänge von der Munitionsgeschwindigkeit unabhängig ist. Die Programmierung der Granate erfolgt berührungsfrei über Induktionsspulen. Das Gewehr XM25 ähnelt dabei dem HK XM29, welches aber kleinere Granaten (20 mm) verwendete und zusätzlich noch einen kinetischen Teil zur Selbstverteidigung besaß.
Obwohl offiziell als Granatwerfer bezeichnet, wird das Gewehr von ATK als Airburst Assault Weapon (dt. etwa: Luftexplosive Angriffswaffe) geführt, da seine Granaten in einer sehr flachen Flugbahn fliegen. Die Munition ist von den 25 × 59 mm Granaten abgeleitet, aber nicht identisch. Dem Schützen stehen folgende Munitionsarten zur Verfügung:
- Übungsgeschosse (TP) ohne Sprengstoff
- Luftzündende Granate, die auch im Kontakt- oder Verzögerungsmodus detonieren kann (HEAB)

Weitere Munitionsarten sind angedacht, zum Beispiel panzerbrechende oder nichttödliche Munition.

### Zielcomputer
Der Ballistikcomputer trägt die Bezeichnung XM104. Er wiegt ca. 1,5 kg und besitzt folgende Fähigkeiten:
- Wärmebildgerät mit vierfacher Vergrößerung (2-fach optisch und 2-fach digital)
- Optisches Visier mit zweifacher Vergrößerung
- Ballistikcomputer für Flugbahnberechnung
- Digitaler Kompass
- Laserentfernungsmesser (LEM)
- Zündprogrammierung der Granaten
- Berücksichtigung von Umwelteinflüssen

## Programmverlauf

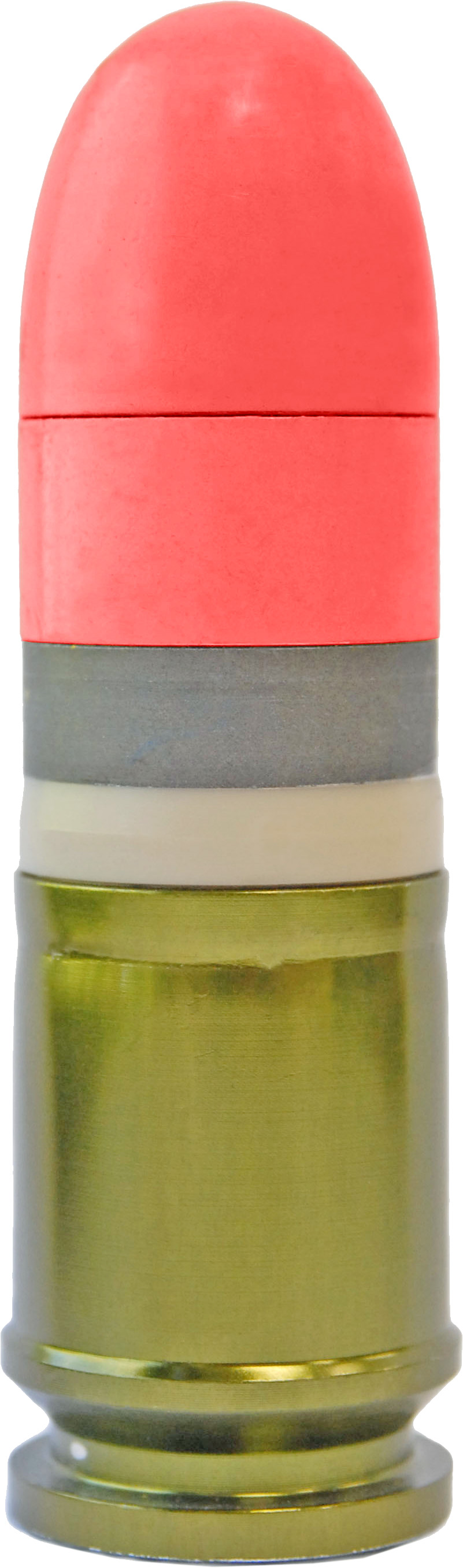
25 × 40 mm panzer-brechende Granate

April 2005
Die ersten Prototypen wurden an die US-Armee geliefert. Im September wurden Testschüsse durch reguläre Truppen in der Grafenwöhr Training Area durchgeführt.
Aufgrund mangelnder Informationen wurde bereits über eine Einstellung spekuliert. Nachdem Südkorea jedoch das Daewoo K11 entwickelte und seit 2010 in Serie produziert, wurde das XM25-Projekt wieder verstärkt angegangen. Das ursprünglich geplante sechsschüssige Magazin wurde durch ein vierschüssiges ersetzt.
2009
Weitere Testschüsse wurden durchgeführt. Eine Ausstellung der Waffe erfolgte im Januar und Februar 2009 in US-Stützpunkten in Deutschland (Kaiserslautern, Bamberg, Vilseck) und in Italien (Vicenza).
2010
Zwischen Oktober 2010 bis März 2011 wurden 5 Waffenprototypen von der 101. US-Luftlandedivision in Afghanistan getestet. Dabei wurden in neun Gefechten 55 HEAB-Geschosse verfeuert. Da diese noch handgefertigt wurden, kostete jeder Schuss 1000 US-Dollar. Die Waffe, welche von den Soldaten als Punisher bezeichnet wurde, beendete die Feuergefechte nach wenigen Minuten.
2011
Ab Ende April fand die Engineering and Manufacturing Development (EMD) Phase statt. Hierbei wird das Design verbessert, die Fronterfahrungen fließen mit ein, und es werden Vorbereitungen für die Serienproduktion getroffen.
2012
Es wurden 36 weitere, leicht geänderte Prototypen zu 24,7 Mio. US-Dollar bestellt ($ 686.000 pro Stück), welche Ende 2012 ausgeliefert wurden.
2013
Die 36 Prototypen mit über 100 Verbesserungen wurden ab Jahresanfang in Afghanistan getestet. Im Herbst sollte dann die Entscheidung für die Serienproduktion fallen. Im März 2013 kam es während einer Schießübung in Afghanistan zu einem Unfall. Dabei drückte der Verschluss zwei Geschosse gleichzeitig nach vorne in die Kammer, wobei das Anzündhütchen einer Granate zündete. Der Soldat erlitt dabei leichte Verletzungen. Im August wurde bekannt gegeben, dass ab August 2014 die Produktion für 1100 Waffen inklusive Munition anrollen soll, bis dahin sollen weiterhin Fehler korrigiert werden. Ende 2014 sollte das Waffensystem dann in M25 umbenannt und bis Ende 2015 offiziell eingeführt werden.
2017
Am 16. Mai 2017 hat die US-Army den Vertrag gelöst, da Orbital ATK aufgrund eines Rechtsstreites mit Heckler & Koch nicht fristgemäß liefern konnte. Heckler & Koch beruft sich dabei auf ein internationales Abkommen aus dem Jahre 1868 – der sogenannten Sankt Petersburger Erklärung und dem Verbot von Sprenggranaten mit einem Gewicht von unter 400 Gramm, die beim Auftreffen auf weiche Ziele bereits explodieren.
2018
Im Sommer 2018 beendete die United States Army das Programm.